# Horii Gakuya
Gakuya Horii (sinh ngày 3 tháng 7 năm 1975) là một cầu thủ bóng đá người Nhật Bản.

## Sự nghiệp câu lạc bộ
Gakuya Horii đã từng chơi cho Ventforet Kofu, Montedio Yamagata và Consadole Sapporo.